# Hyles crocea
Hyles crocea är en fjärilsart som beskrevs av Hans Rebel. Hyles crocea ingår i släktet Hyles och familjen svärmare. Inga underarter finns listade i Catalogue of Life.